# Kritisk kriminologi
Kritisk kriminologi är en teoretisk riktning inom kriminologin som växte fram på 1960- och 1970-talen som en kritik av det etablerade rättssystemet och kapitalistiska samhällsstrukturer. Inspirerad av marxistiska teorier, kritisk teori och andra konfliktbaserade världsåskådningar fokuserar kritisk kriminologi på sociala, ekonomiska och politiska maktrelationer som orsak till kriminalitet. I denna riktning betonas att kriminalitet ofta är ett symptom på samhällsstrukturer som systematiskt marginaliserar och förtrycker vissa grupper.
Kritisk kriminologi argumenterar för att institutioner som fängelser och rättsväsendet kan vara kontraproduktiva, eftersom de tenderar att skapa återfallsförbrytare snarare än att förebygga brott. En central idé är att kriminalitet bör förstås utifrån skadan det orsakar samhället snarare än som isolerade brottshandlingar. I linje med detta förespråkar kritisk kriminologi ofta rehabilitering och sociala insatser framför straff.

## Historisk bakgrund
Kritisk kriminologi utvecklades under en period av sociala och politiska omvälvningar. 1960- och 1970-talet var en tid av stark kritik mot staten, sociala orättvisor och förtryckande strukturer, och kritiska kriminologer som Ian Taylor, Paul Walton och Jock Young i Storbritannien var tongivande i fältet. Deras verk The New Criminology (1973) blev ett viktigt bidrag, och kritisk kriminologi fick snabbt fotfäste som ett alternativ till traditionell, positivistisk kriminologi, vilken betraktades som alltför fokuserad på individen snarare än på samhällets strukturer.

## Centrala teorier och principer
Den kritiska kriminologin bygger på några centrala principer. För det första ses brottslighet ofta som en konsekvens av social och ekonomisk ojämlikhet, där samhällelig ojämlikhet och förtryck anses skapa de förhållanden som leder till kriminalitet. Rättssystemet betraktas inte enbart som ett skydd för samhället, utan också som ett verktyg för att upprätthålla existerande maktstrukturer och kontrollera marginaliserade grupper, vilket innebär att rättssystemet riskerar att stärka ojämlika samhällsförhållanden snarare än att motverka dem. Vidare lägger kritisk kriminologi tonvikten på den skada (harm) som brott orsakar, snarare än att enbart fokusera på brottets juridiska definition. Detta perspektiv öppnar upp för en bredare diskussion om ekonomisk brottslighet och andra samhällsskadliga handlingar (white-collar crime) samt social skada (social harm), såsom företagsbrott och miljöbrott.

## Underriktningar
Den kritiska kriminologin har utvecklats till flera underriktningar, vilka fokuserar på olika aspekter av kriminalitet och rättvisa:
- Radikal kriminologi intar en stark marxistisk hållning och ser kriminalitet som en konsekvens av kapitalismens förtryckande strukturer.
- Fredsskapande kriminologi har fokus på alternativ till straff och förespråkar istället konflikthantering och återupprättande rättvisa.
- Feministisk kriminologi, som analyserar hur genus och patriarkala strukturer påverkar kriminalitet, särskilt hur kvinnor och andra utsatta grupper behandlas inom rättssystemet.

## Nutida tillämpningar och kritik
Idag har kritisk kriminologi utvecklats och anpassats till moderna utmaningar och används för att analysera exempelvis globaliseringens effekter på kriminalitet, migration och klimaträttvisa. Samtidigt har kritik riktats mot riktningen, särskilt från realistiska kriminologer, som menar att kritisk kriminologi genom sitt fokus på strukturella orsaker till brottslighet, såsom maktobalanser och ekonomisk ojämlikhet, riskerar att bli idealistisk och saknar praktiska lösningar för brottsbekämpning och brottsförebyggande. Realister, både inom vänster- och högerrealism, hävdar att detta perspektiv tenderar att bortse från brottsoffers behov, allmänhetens oro för brott, samt konkreta och omedelbara metoder för att hantera kriminalitet. Kritiken betonar att brottslighet också behöver förstås och hanteras som ett akut samhällsproblem, snarare än att enbart betraktas som ett resultat av bredare samhällsstrukturer.